# Félix Sienra
Félix Fructuoso Sienra Castellanos (Montevideo, 21 de enero de 1916-30 de enero de 2023) fue un regatista uruguayo que compitió en los Juegos Olímpicos de Londres 1948. Formó parte del Yacht Club Uruguayo.
Su padre fue abogado, profesión que siguió él y su hermano Carlos. Sus primeros pasos en vela los dio en el Yacht Club Uruguayo.
Participó en los Juegos Olímpicos de Londres 1948 quedando en la sexta posición.
Se casó con Margarita con quien tuvo 4 hijos. Escribió el libro 100 años bajo la Cruz del Sur dedicado al aniversario centenario de su club.